# Karapinar

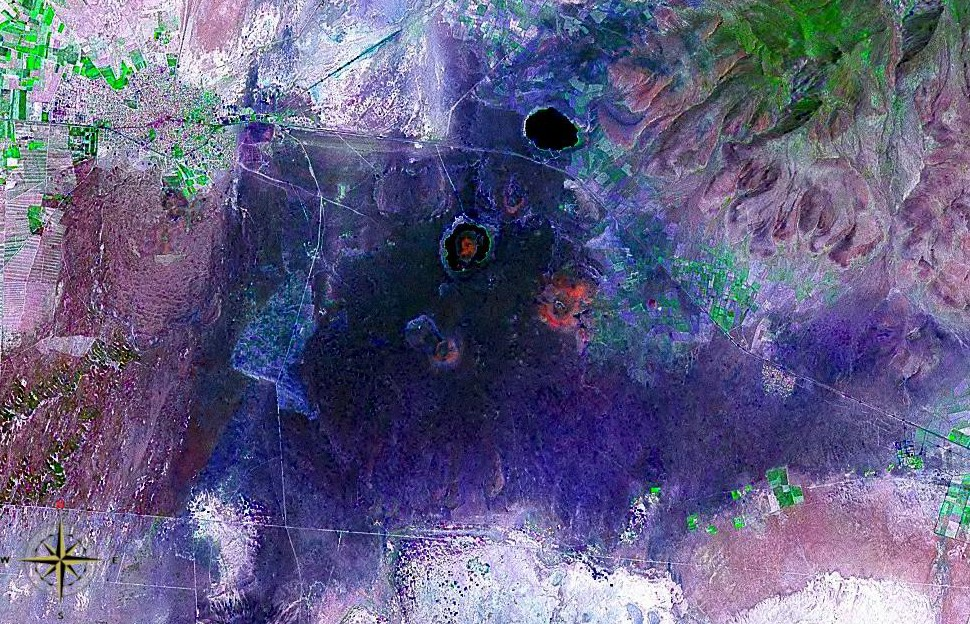
Satelitní snímek vulkanického pole Karapinar

Karapinar (turecky Karapınar Düzlüğü) je název vulkanického pole nacházejícího se ve střední Anatolii v Turecku. Pole se skládá z pěti čedičových struskových kuželů, dvou lávových proudů a několika explozivních kráterů a maar. Meke Dag je s výškou 300 m nejvyšší sypaný kužel střední Anatolie. Explozivní krátery a maary se rozkládají podél jihozápadně-severovýchodní linie až k vulkánu Karaca Dağ. Maary a struskové kužely vznikly vývojem z hyaloklastových tufových kuželů.